# セバスチャン・ブルドン
セバスチャン・ブルドン（Sébastien Bourdon、1616年2月2日 – 1671年5月8日）はフランスの画家である。フランスの王立絵画彫刻アカデミーの創立時の幹部会員の一人である。スウェーデン女王クリスティーナの宮廷画家を務めた。

## 略歴
モンペリエで生まれた。父親はガラス工芸家であった。7歳の時、叔父に連れられてパリにでて、画家の見習いになった。14歳の時にボルドー近くの宮殿の天井画の仕事をしたが、その後移ったトゥールーズでは仕事を得ることができなかった。収入を得るために、兵士になり、上官の理解を得て、絵を描く時間をしばしば与えられ、支援するパトロンが表れて軍隊を除隊した。1634年にローマに移り、当時ローマで活躍していた画家たち、クロード・ロランやアンドレア・サッキ、ピーテル・ファン・ラールら、バンボッチャンティ（Bamboccianti）と呼ばれる画家たちの絵のスタイルを学んだ。ローマで画家としてある程度成功したが、カルヴァン主義者であったので、1637年に、仲たがいしたフランスの画家に告発、訴追されそうになって、ローマから離れた。
パリに移り、イタリア風のスタイルの風景画などで人気となり、ノートルダム聖堂の天井画も描いた。1648年に王立絵画彫刻アカデミーの創立会員となり、教授の一人となった。画家グルニエ(Louis du Guernier)の娘と結婚した。
1652年にスウェーデンに渡りスウェーデン女王クリスティーナの宮廷画家となった。ブルドンの代表作には女王クリスティーナの騎乗する肖像画がある。1654年に女王が退位した後、パリに戻り、アカデミーの教授に戻り、1655年からは校長を務めた。1657年から、モンペリエに移ったが、別の画家と喧嘩をしてパリに戻った。1671年にパリで死去した。

## 作品

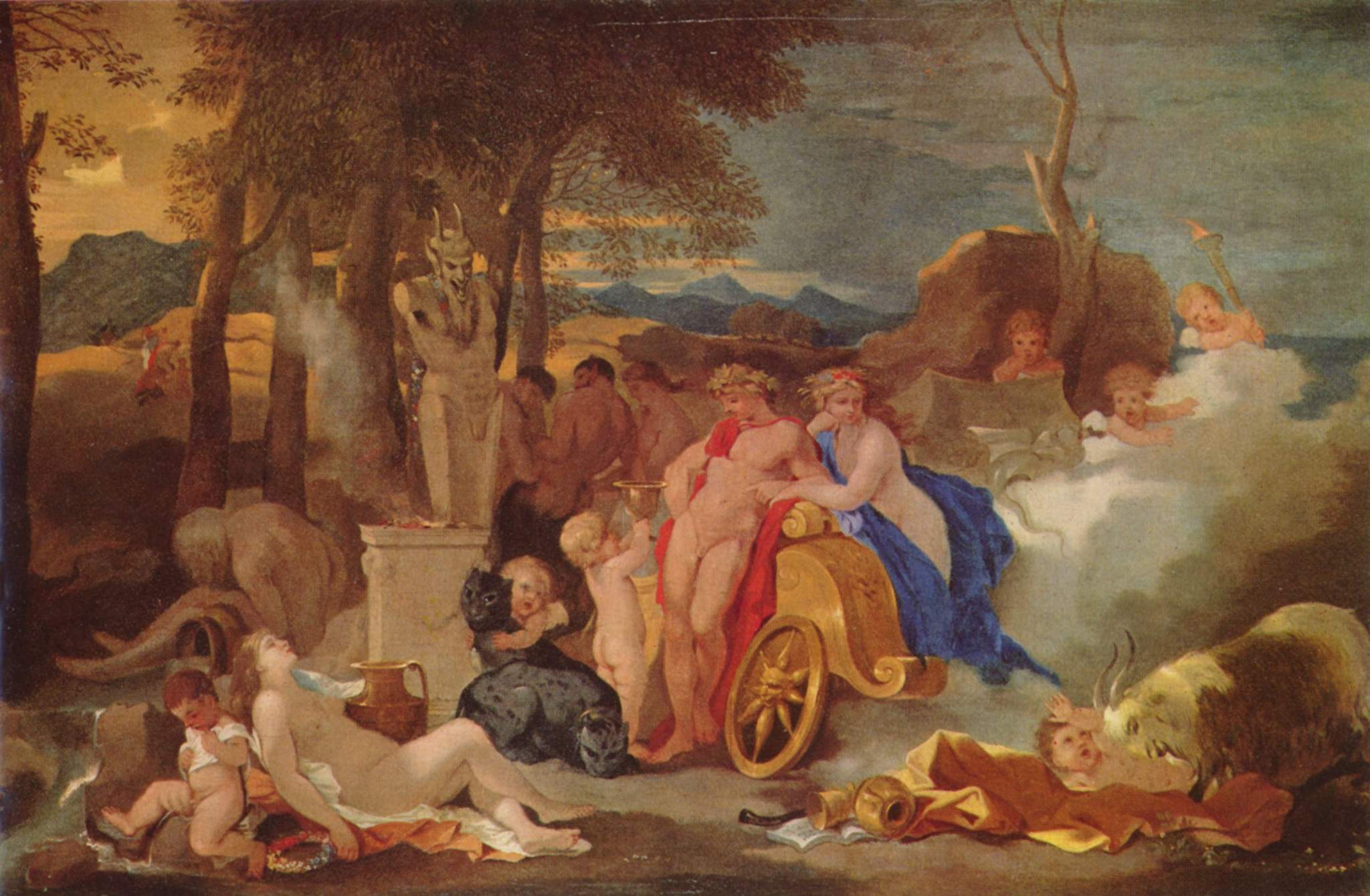
Bacchus und Ceres mit Nymphen und Satyren
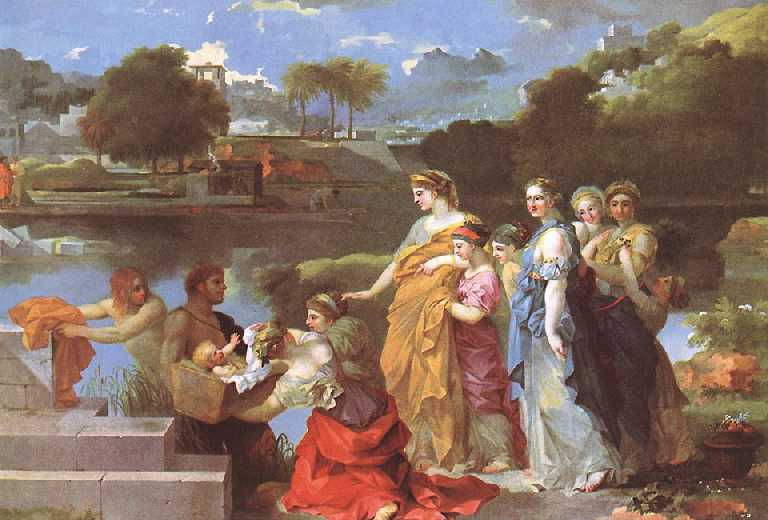
Finding of Moses (c.1650)
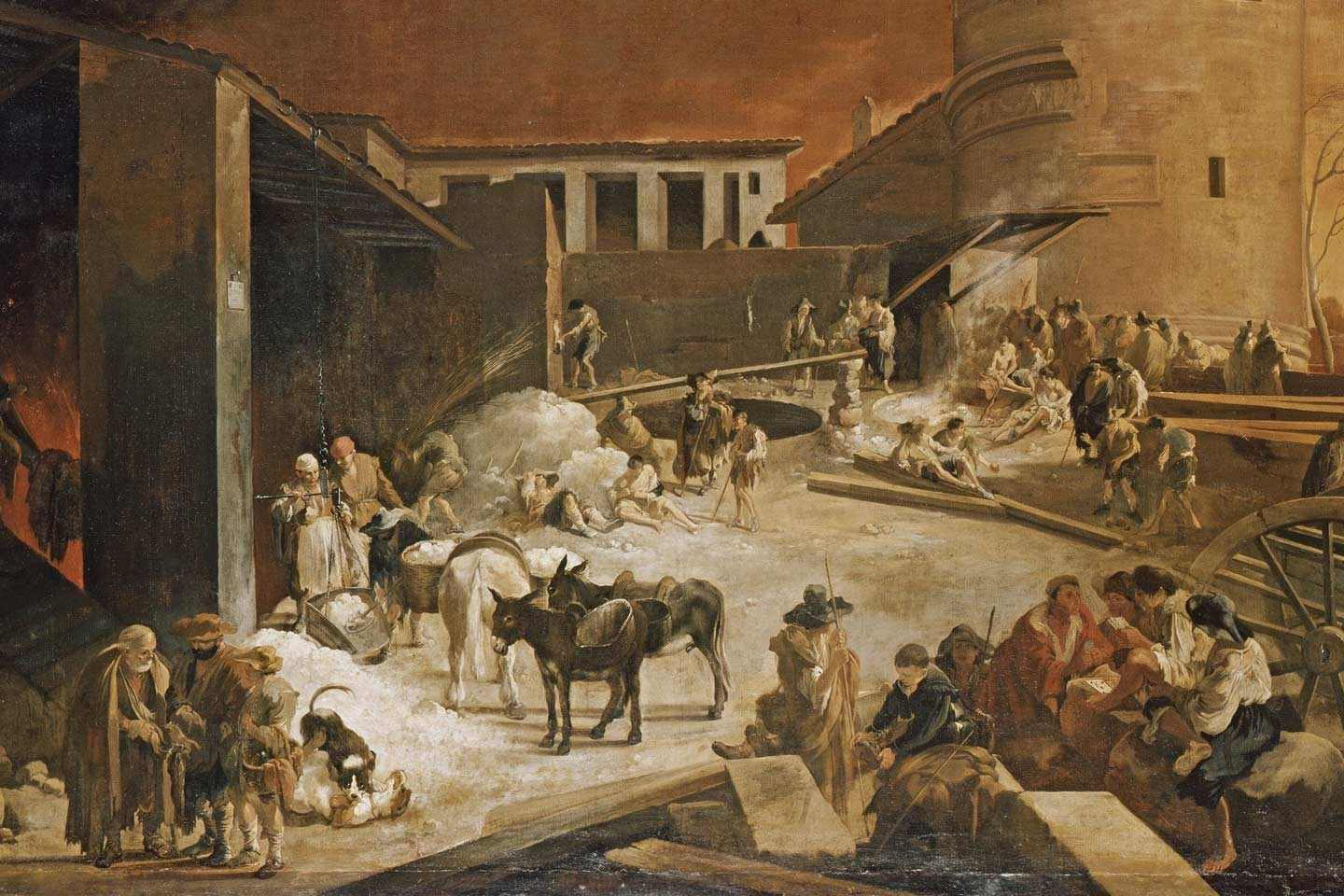
(1634/1637)

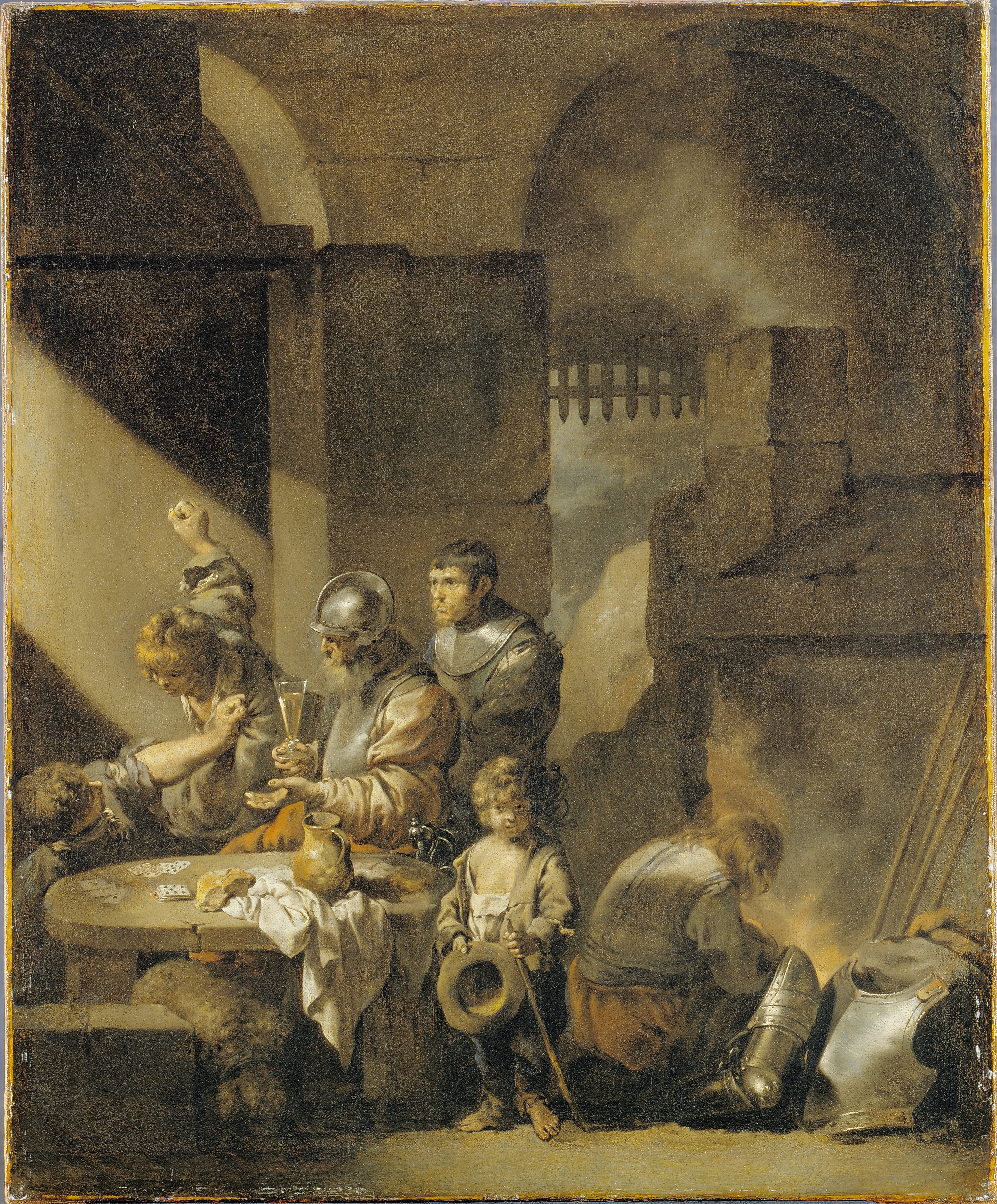
(1640)
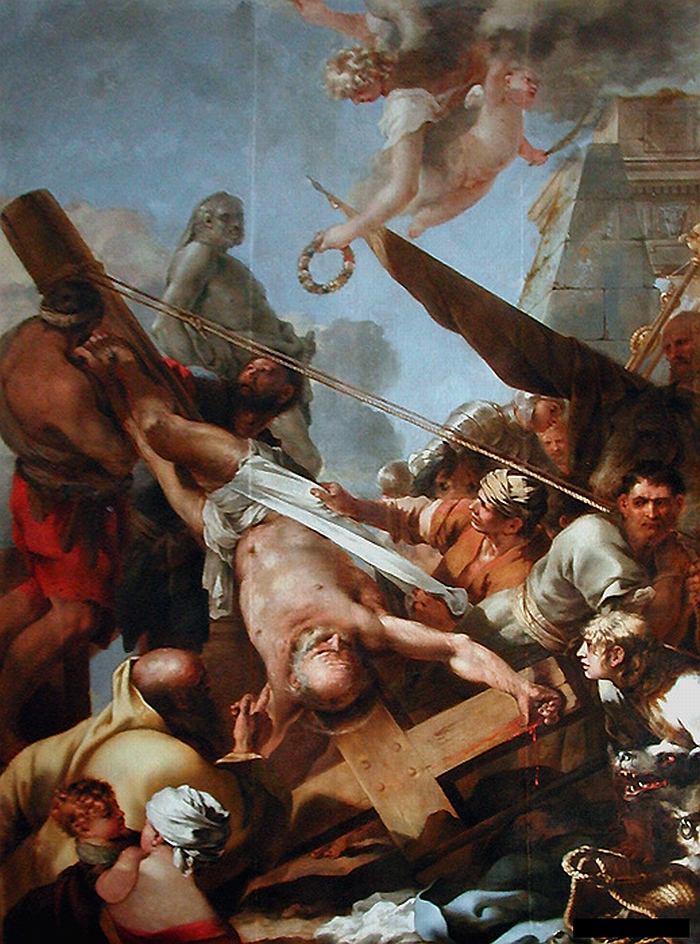
Le crucifiement de Saint Pierre (1643)
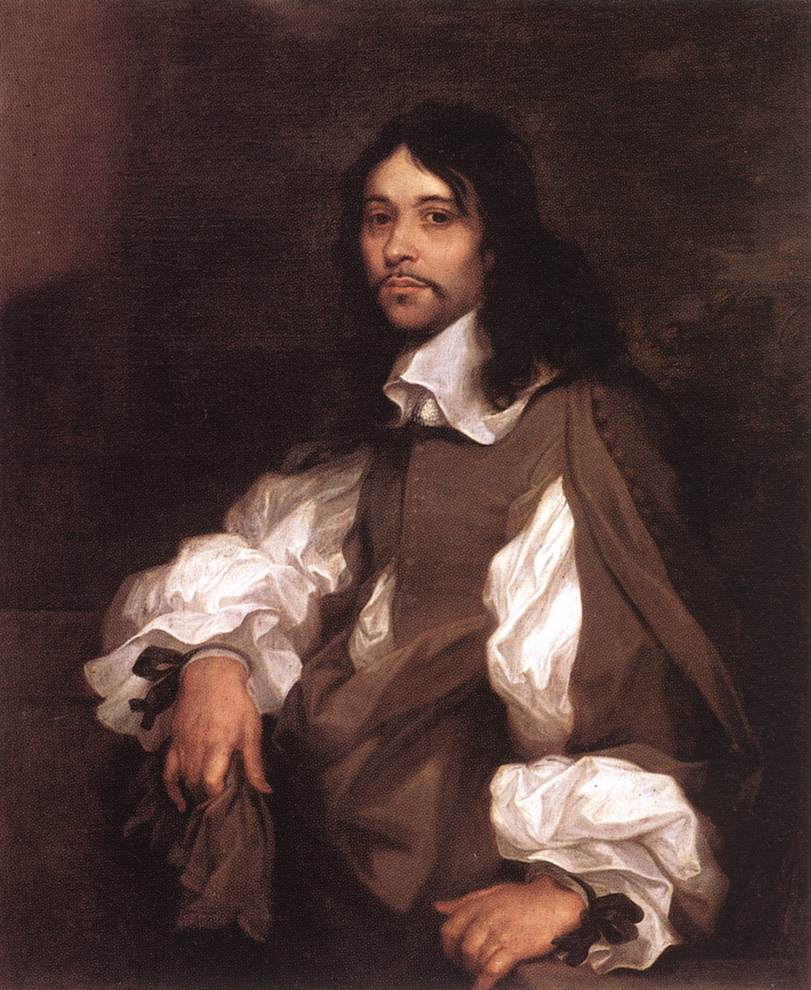
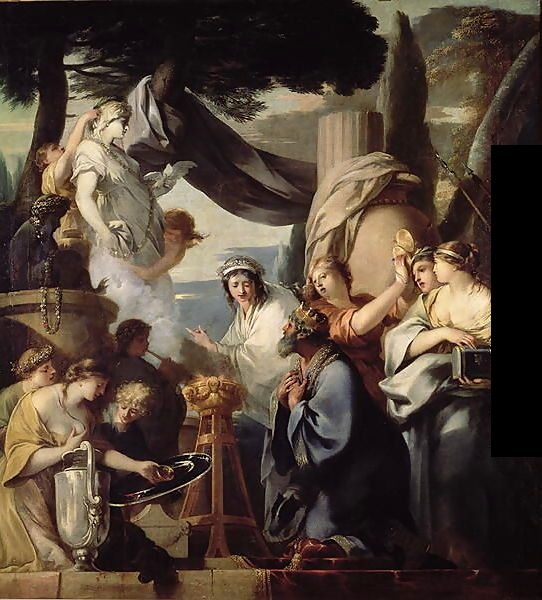
『偶像に生贄を捧げるソロモン』 (1646-1647年)
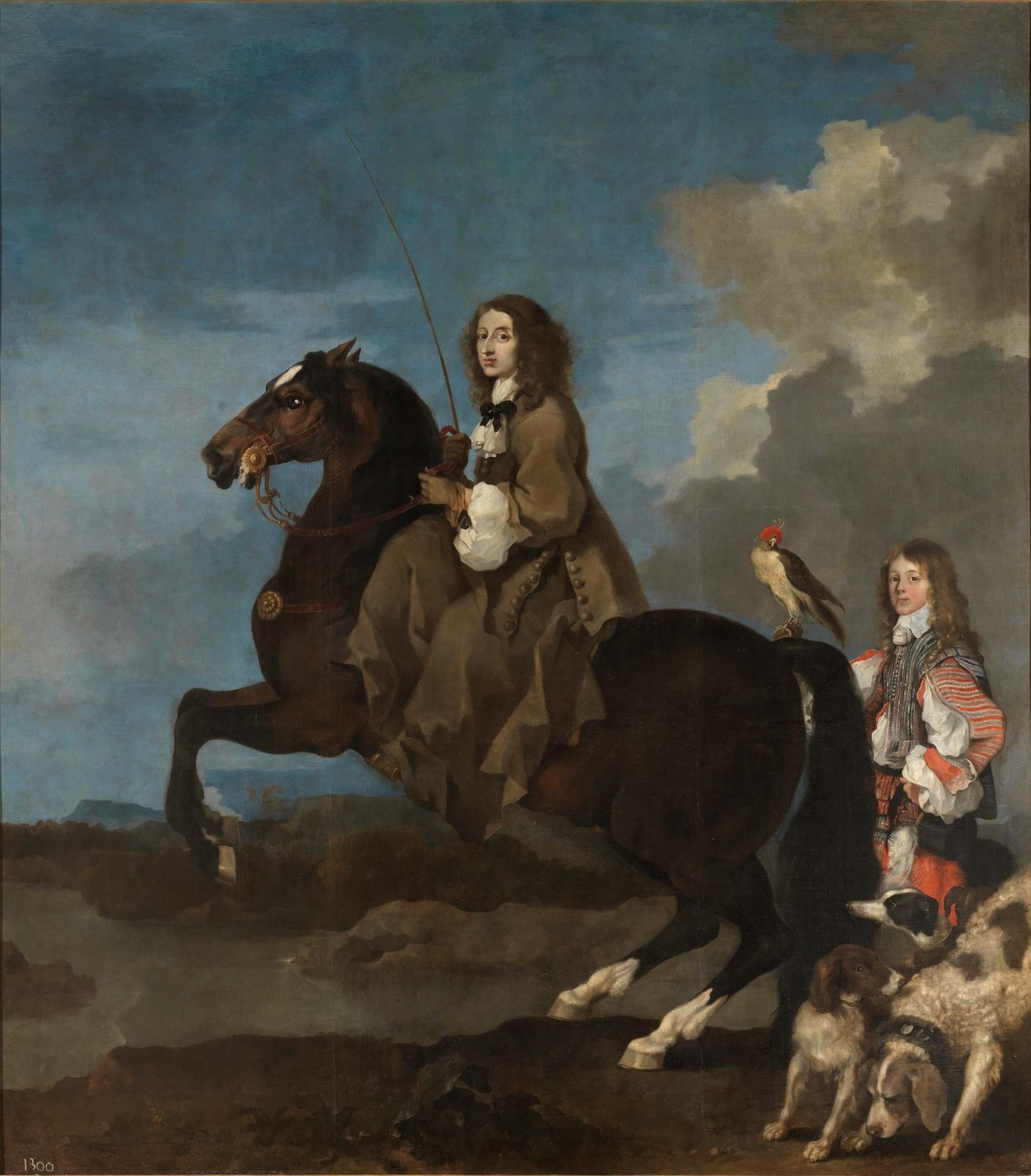
『スウェーデン女王クリスティーナの騎馬像』 (1653-1654年)